# Speiseria peytoni
Speiseria peytoni är en tvåvingeart som beskrevs av Wenzel 1976. Speiseria peytoni ingår i släktet Speiseria och familjen lusflugor. Inga underarter finns listade i Catalogue of Life.